# Denis Cech
Pour les articles homonymes, voir Cech.
Pas d'image ? Cliquez ici

a Compétitions nationales et continentales officielles uniquement.

Dernière mise à jour le 10 décembre 2017.
Denis Cech, né le 21 janvier 1974 à Paris, est un ancien joueur français de rugby à XV évoluant au poste de trois quart centre (1,87 m pour 95 kg).

## Carrière
En 2003, après une période d'essai aux Saracens sur recommandation de Thomas Castaignède, il signe jusqu'à la fin de la saison.

## Palmarès

### En club
- Champion de France de Pro D2 : 2006
- Vainqueur du Challenge Yves du Manoir : 2000

### En équipe nationale
- 1 fois Barbarians en 2004

### Personnel
- Meilleur marqueur d'essais de Pro D2 : 2006 (16, soit 2 de plus que le second Fero Lasagavibau)[2]